# 近代人
近代人（きんだいじん）とは、近代的な人物を表す言葉であり、その特徴としては個人主義的、合理的、科学的などといった事柄が挙げられる。
この近代人というのは内村鑑三によって批判されていた人間の形態であり、それは「自己中心の野蛮人」とされていた。内村鑑三が言うには、近代人というのは知識があり、理想があり、芸術を愛し、現世を尊んではいるものの、それは自己を中心として行っていることが批判された。自己の発達や自己の修養や自己の実現などというように、何事も自己のために行っているというのは堕落したアダムと同じであり、それは自身が神となるために行っているということであった。